# Bocula undilineata
Bocula undilineata là một loài bướm đêm thuộc họ Noctuidae. Nó được tìm thấy ở Himalaya.